# Bilawal Bhutto Zardari
Bilawal Bhutto Zardari (ur. 21 września 1988 w Karaczi) – pakistański polityk, syn Benazir Bhutto, byłej premier Pakistanu i jej męża Asifa Alego Zardariego. Przewodniczący Pakistańskiej Partii Ludowej od 30 grudnia 2007.
Bilawal uczęszczał do Rashid School For Boys w Dubaju w ZEA, w której był wiceprzewodniczącym rady studenckiej. Od września 2007 studiował na Uniwersytecie Oksfordzkim w kolegium Christ Church, gdzie wcześniej również studiował jego dziadek, Zulfikar Ali Bhutto.
W chwili zamachu na jego matkę 27 grudnia 2007, przebywał w domu rodzinnym w Dubaju. Po otrzymaniu wiadomości przybył do Pakistanu. Według testamentu, ujawnionego publicznie 30 grudnia 2007, Benazir Bhutto wyraziła wolę, by jej następcą na stanowisku lidera Pakistańskiej Partii Ludowej był jej jedyny syn. Tego samego dnia Bilawal Bhutto został wybrany przewodniczącym PPL. Jego ojciec, Asif Ali Zardari, został ponadto wybrany współprzewodniczącym partii.
Od 27 kwietnia 2022 jest ministrem spraw zagranicznych w rządzie Shehbaza Sharifa.